# Song Gyo-chang
Song Gyo-chang (송교창?; Yongin, 3 luglio 1996) è un cestista sudcoreano.